# Alfred Bastien
Pour les articles homonymes, voir Bastien.
Alfred Théodore Joseph Bastien, né à Ixelles (Bruxelles) le 16 septembre 1873 et mort à Uccle (Bruxelles) le 7 juin 1955 , est un peintre belge.

## Biographie
Alfred Bastien étudie à l'Académie royale des beaux-arts de Gand chez Jean Delvin en 1882 et à l'Académie royale des beaux-arts de Bruxelles chez Jean-François Portaels en 1891. Ensuite, il étudie aux Beaux-Arts à Paris, où il étudie les peintures de Courbet et de Delacroix. Il fut influencé par les impressionnistes. Comme eux, il focalise sur les effets de lumière et développe un luminisme discret qui caractérise ses aquarelles de paysages, de natures mortes et de portraits.
Il est l'ami et modèle du sculpteur Jef Lambeaux et est membre fondateur du Sillon en 1893.
Alfred Bastien épouse une jeune femme dont le nom est l'homonyme de celui de Georgette Leblanc, cantatrice française. Georgette Bastien deviendra cantatrice à son tour et se produira au théâtre de la Monnaie, tout comme son illustre devancière.
Il visite de nombreux pays européens, l'Afrique du Nord en 1897, le Congo belge en 1913 ainsi que l'Inde, le Japon, la Chine et les îles du Pacifique Sud. Pendant cette période, Bastien est également membre du cercle bruxellois Labeur.
En 1911, sur instigation du roi Albert, le gouvernement belge commande à Alfred Bastien et à son ami Paul Mathieu le Panorama du Congo peinture monumentale destinée à décorer le Palais du Congo belge érigé pour l'Exposition universelle de Gand en 1913. Ils passent ainsi quatre mois au Congo voyageant en train et à pied de Matadi à Kinshasa à travers les paysages luxuriants de l'Afrique. Le résultat est une gigantesque fresque de 115 mètres de circonférence et de quinze mètres de haut illustrant la forêt, la montagne, le fleuve et le village indigène.
Bastien s'exile en Angleterre en octobre 1914 avant de s'engager comme volontaire de guerre 
en 1915. Il sera incorporé au sein de la section artistique de l'armée belge, ce qui lui permet de rencontrer régulièrement le roi Albert et la reine Élisabeth. En 1917, il est détaché auprès du 22e bataillon de l'armée canadienne, où il peint des tableaux des combats des troupes canadiennes près d'Arras et de Passendale. Il obtiendra le grade de lieutenant.
Une partie de son travail fait partie de la collection d'art militaire Beaverbrook au Musée canadien de la guerre à Ottawa.
Après la guerre, il peint avec Charly Léonard, Jef Bonheure et Charles Swyncop le Panorama de la bataille de l'Yser (1920-1921).
Vers 1923, puis en 1950, il restaure le Panorama du Caire conservé à Bruxelles.
Bastien fait un deuxième mariage avec Alice Johns, surnommée Johnnie.
Il est le peintre et ami personnel du prince Charles.
Bastien est professeur de « peinture d'après nature » à l'Académie royale des Beaux-Arts de Bruxelles de 1927 à 1945. Il aura parmi ses élèves Wu Zuoren (également connu sous les noms de « Ou Sogène » et de « Wu Tso-jen »), qui allait devenir directeur de l'Académie centrale des beaux-arts de Pékin. Pendant cette période, Alfred Bastien occupera à trois reprises le poste de directeur : d'octobre 1928 à janvier 1929, de juin 1929 à octobre 1930 et un mandat de trois ans de septembre 1935 à septembre 1938. Il sera également chargé de l'intérim du cours de peinture de Paysage de Paul Mathieu au décès de ce dernier et ce pour l'année académique 1932-1933.
En 1936-1937, il s'attelle toujours avec ses anciens élèves Charles Swyncop, Jef Bonheure et Charly Léonard, à une autre toile d'ampleur : le Panorama des batailles de la Meuse.
Après la Seconde Guerre mondiale, Alfred Bastien sera brièvement membre du Parti communiste de Belgique, comme l'attestent quelques publications dans le journal Le Drapeau rouge, organe de propagande de ce parti. En 1952, il sera reçu membre de l'Académie royale des sciences, des lettres et des beaux-arts de Belgique.
En 1898, la maison du meunier au Rouge-Cloître à Auderghem vint dans les mains de la famille Bastien. Habitée dans un premier temps par sa sœur Henriette, l'artiste peintre s'y installera lui-même par après. Cette demeure est appelée depuis la maison de Bastien. Il faisait partie du groupe informel des peintres de Rouge-Cloître qui comprenait entre autres Franz Smeers, Demalander, Albert Pinot et Amédée Degreef.
Parmi ses élèves figurent Georgina Iserbyt, Jean Speliers, Micheline Quintin.
Il est inhumé à Auderghem.

## Œuvres

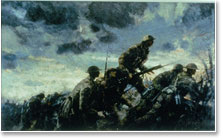
Over the top, peinture de guerre dans sa période canadienne.

- Marché marocain, Musée des Beaux-Arts de Gand.
- Le Soir chez les danseuses Ouled Naïl-Bou-Saâda, hôtel de ville de Huy.
- Les Bûcherons.
- Maharadja & éléphants.
- L'Incendie de la halle aux draps d'Ypres.
- Le soir de Waterloo (1910).
- Panorama du Congo (1913).
- Le panorama de la Bataille de l'Yser, panorama de 14 × 120 mètres (1914).
- Joueur de lyre parmi les fauves (1935).
- Diorama des batailles de la Meuse, panorama de 8,5 × 72 mètres (1936-1937).
- La Bataille autour du fort de Douaumont.
- Rayons de soleil sur l'étang.
- Chevaux dans la pénombre.

Ses œuvres sont présentes dans les collections des musées d'Anvers, d'Ixelles, aux Musées royaux des Beaux-Arts de Belgique et au Musée royal de l'Armée à Bruxelles, de Gand, au musée Charlier à Saint-Josse-ten-Noode, au musée Gaspar.

## Prix et honneurs
- Prix
  - 1897 : prix Godecharle
- Distinctions[8]:
  -  Commandeur de l'ordre de Léopold (Belgique);
  -  Commandeur de l'ordre de la Couronne (Belgique) ;
  - Officier de l'Ordre du Lion (Congo belge);
  -  Croix de guerre avec palmes (Belgique) ;
  - Croix du volontaire (Belgique) ;
  -  Chevalier de la Légion d'honneur[Quand ?] (France);
  - Palmes d'Officier d'Académie de France;
  - Service medal Georges V (Angleterre);
  -  Officier de l'ordre de la Couronne d'Italie

;
- -  Commandeur de l'ordre de l'Étoile blanche d'Estonie;
  - Commandeur de l'Ordre de Lettonie;
  - 1931 : une nouvelle artère à Auderghem reçoit son nom, l'avenue Alfred Bastien.

## Publication
- Alfred Bastien, Journal intime d'Albert Ier à Baudouin Ier : 1918-1955, Bruxelles : Racine, 2005

## Pour approfondir